# EX Весов
EX Весов (лат. EX Librae) — одиночная переменная звезда в созвездии Весов на расстоянии (вычисленном из значения параллакса) приблизительно 28485 световых лет (около 8734 парсеков) от Солнца. Видимая звёздная величина звезды — от +16,7m до +15,1m.

## Характеристики
EX Весов — пульсирующая переменная звезда типа RR Лиры (RRAB).